# Justice pour les animaux
Justice pour les animaux (en anglais, Animal Justice Party) est un parti politique animaliste australien.

## Valeurs et positions

### Principes fondamentaux et objectifs
La charte du parti explique qu'il vise à représenter les êtres sensibles qui ne peuvent se représenter eux-mêmes « dans le cadre de nos institutions démocratiques humaines ». Il cherche à introduire des lois et processus « qui reconnaissent les besoins et les capacités des animaux et qui protègent leurs intérêts, qu'il s'agisse d'animaux domestiques, d'élevage ou sauvages ». Le parti « rejette l'anthropocentrisme et le spécisme parmi d'autres formes d'oppression et de violence ». Il s'intéresse également au bien-être et à l'épanouissement humains, et se présente comme un parti écologiste et non-violent.
Ayant pour principe primordial que « chaque animal est le sujet habitant sa propre vie », le parti a pour principal objectif le développement d'un « cadre légal et [d']un système administratif au sein desquels le statut de l'animal est fondé sur sa sentience et ses capacités, non pas sa valeur instrumentale, et protégé individuellement par des droits juridiques et collectivement par des lois de droits de la nature ». À cette fin, « l'exploitation et la mise à mort d'animaux » pour des intérêts humains doivent cesser, de même que toute pratique humaine provoquant « douleur et détresse » aux animaux. Le parti souhaite accompagner et aider les producteurs, les industries et les consommateurs dans cette transition, en garantissant notamment des reconversions professionnelles pour les personnes ayant un emploi relevant de l'exploitation animale, et souhaite que le système éducatif sensibilise à la reconnaissance des « intérêts et [de] la dignité des animaux en tant qu'êtres individuels ».

### Prises de position et propositions
En ce qui concerne les êtres humains, le parti Justice pour les animaux s'appuie sur les recherches de psychologues pour arguer que la désensibilisation aux souffrances animales accroît la propension aux crimes violents contre les êtres humains, et notamment à la violence conjugale. Il souligne que les auteurs de violences conjugales commettent très souvent également des actes de violence contre les animaux domestiques de leur compagne ou compagnon, et que les personnes victimes de violences conjugales sont parfois dans l'incapacité de fuir une relation violente car les abris n'acceptent par leurs animaux, et elles ne peuvent pas abandonner ceux-ci à une personne violente.
Le parti promeut le véganisme pour l'amélioration de la santé humaine autant que pour le bien-être animal, et s'oppose notamment à l'élevage intensif car il est le foyer de zoonoses autant qu'en raison de sa cruauté. Le parti Justice pour les animaux promeut le droit à l'autodétermination des populations aborigènes d'Australie et le droit de ces populations à être entendues en matière des politiques économiques et sociales les affectant. Il promeut également le devoir international de l'Australie en matière d'accueil de réfugiés, et le droit à l'euthanasie volontaire encadrée pour les personnes en phase avancée d'une maladie incurable létale génératrice de souffrances ne pouvant suffisamment être atténuées.
En 2019, le parti s'oppose à la volonté du gouvernement fédéral conservateur de Scott Morrison et de sa ministre de l'agriculture Bridget McKenzie (en) de criminaliser les manifestations non-violentes pour les droits des animaux en appliquant aux manifestants des peines de prison fermes, et de prévoir un an de prison ferme contre les activistes révélant les pratiques cruelles voire illégales d'industries agroalimentaires.

## Élus
Fondé en 2009 et inscrit en 2011 au registre de la Commission électorale, le parti obtient son premier élu à un parlement australien en 2015 avec l'élection de l'ancien infirmier psychiatrique Mark Pearson (en) au Conseil législatif de Nouvelle-Galles du Sud. Les parlementaires élus pour ce parti sont les suivants :
| Élu | Élu               | Chambre parlementaire                        | Dates          | Profession              | Position éthique | Remarques |
| --- | ----------------- | -------------------------------------------- | -------------- | ----------------------- | ---------------- | --------- |
|     | Mark Pearson (en) | Conseil législatif de Nouvelle-Galles du Sud | 2015 (en)-2023 | infirmier psychiatrique | végétarien       |           |
|     | Andy Meddick      | Conseil législatif du Victoria               | 2018-2022      | ouvrier du bâtiment     | végan            |           |
|     | Emma Hurst        | Conseil législatif de Nouvelle-Galles du Sud | depuis 2019    | psychologue             | végane           |           |
|     | Georgie Purcell   | Conseil législatif du Victoria               | depuis 2022    | avocate                 | végane           |           |

Sièges parlementaires en 2023
| Chambre parlementaire                        | Sièges |
| -------------------------------------------- | ------ |
| Conseil législatif de Nouvelle-Galles du Sud | 1 / 42 |
| Conseil législatif du Victoria               | 1 / 40 |